# Magic Johnson
Earvin „Magic“ Johnson (občanským jménem Earvin Johnson, * 14. srpna 1959 Lansing, Michigan) je bývalý americký profesionální basketbalista. Je považován za jednoho z nejlepších basketbalistů všech dob.
Magic Johnson vyhrál mistrovství na střední a vysoké škole, Johnson byl vybrán jako první celkově v draftu NBA v roce 1979 Lakers. Magic Johnson hrál v NBA 13 sezón na pozici rozehrávače Los Angeles Lakers (1979–1991). V roce 1981 podepsal smlouvu, která mu zaručila 25 miliónů dolarů (dnes je to v přepočtu 1,5 miliardy korun). Za svou kariéru nastřílel 17 707 bodů. Třikrát (1987, 1989 a 1990) byl zvolen nejužitečnějším hráčem NBA, pětkrát dokázal vyhrát s Lakers finále NBA (1980, 1982, 1985,1987 a v roce 1988). V roce 1992 byl členem prvního amerického Dream Teamu a získal zlatou olympijskou medaili na olympijských hrách v Barceloně. Čtyřikrát vedl ligu v počtu asistencí v základní části a je historicky lídrem NBA v průměru asistencí na zápas s 11,2. 27. června 1994 se stal 5% vlastníkem Lakers Byl také jmenován jedním z 50 největších hráčů v historii NBA.
Je členem prestižní basketbalové Síně slávy (Basketball Hall of Fame).
V roce 1991 se stal prvním světově proslulým sportovcem, který se veřejně označil za HIV pozitivního a následně se zúčastnil kampaně proti šíření nemoci AIDS.